# Олімпійський слаломний стадіон

Загальний план стадіону, підготованого до Олімпіади 2016

Розташування слаломних воріт для кваліфікаційних спусків 7 серпня

Розташування слаломних воріт для півфіналів і фіналів 9 серпня

Олімпійський слаломний стадіон (порт. Estádio de Canoagem Slalom) — споруда для човнового слалому у Ріо-де-Жанейро. Збудований у переддень літніх Олімпійських ігор 2016, призначений для проведення змагань з веслувального слалому на Олімпіаді. Стадіон є складовою олімпійського сектору Деодору, значна частин споруд останнього розташована у районі Деодору.
Довжина траси для змагань становить 250 м (тренувальна — 200 м), максимальний перепад висот 4,5 м (на тренувальній трасі — 2 м), закладання спуску — 1,8 % (на тренувальній трасі — 1,0 %). Комплекс споряджений сімома насосами: чотири більших, призначені для змагань, мають потужність 4 м³/с кожен, три менших тренувальних — 3,5 м³/с. Загальна потужність потоку води на змаганнях — 12 м³/с, на тренуваннях — 10 м³/с.